# Crocomela tripunctata
Crocomela tripunctata là một loài bướm đêm thuộc phân họ Arctiinae, họ Erebidae.